# McDonnell Douglas F/A-18 Hornet
McDonnell Douglas F/A-18 Hornet, förkortat F/A-18 Hornet, är ett fjärde generationens allvädersjaktflygplan. Flygplanet som konstruerades på 1970-talet används av den amerikanska flottan och marinkåren såväl som flera andra nationer. Till dess roller hör bland annat jakteskort, försvar av flottgrupper, bekämpning av fiendens luftförsvar (SEAD), störning av fiendens underhållslinjer, när- och fjärrunderstöd, spaning samt framskjuten luftstridsledning. Dess mångsidighet och tillförlitlighet har gjort att det idag är en värdefull tillgång för hangarfartygen. Till dess nackdelar hör däremot dess relativt korta räckvidd och låga hastighet samt att det inte kan landa på hangarfartyg när det bär tunga laster.

## Historia
F/A-18 började sitt liv som Northrop YF-17 Cobra, ett av två tävlande förslag för det amerikanska flygvapnets lätta jaktplansprogram, i vilket den amerikanska flottan var en mindre partner. YF-17 -prototypen gjorde sin första flygning år 1974. Den amerikanska flottan föredrog YF-17 över den vinnande F-16 Fighting Falcon på grund av dess tvåmotoriga konstruktion. För flottans variant parade Northrop ihop sig med McDonnell Douglas för att kunna utnyttja den senares stora erfarenhet av att bygga hangarfartygsbaserade flygplan, däribland F-4 Phantom II. När de två vapengrenarna valde två olika flygplan blev McDonnell Douglas huvudentreprenör för flottdesignen (McDonnell Douglas fusionerades med Boeing år 1997).
Flottans designkoncept härstammar från Viceamiral Kent Lee. Han utnyttjade sin expertis som pilot under andra världskriget där F4U Corsair-jaktplan, som snabbt utrustats med bombfästen, visade sig vara värdefulla tillgångar. De kunde försvara sig själva sedan de fällt sina bomber. Han och hans understödjare pressade på för VFAX-konceptet, ett billigt och lätt attackflygplan som skulle komplettera F-14 Tomcat som hade tagits i aktivt bruk och som höll på att introduceras till hangarfartygsflygflottiljerna 1973.
F/A-18 Hornet (A- och B-varianter) testflögs 1978 och togs i tjänst 1983, där de ersatte F-4 Phantom II och A-7 Corsair II. F/A-18 första stridsuppdrag kom år 1986, när Hornets från USS Coral Sea bekämpade det libyska luftvärnet i anfallet mot Benghazi.

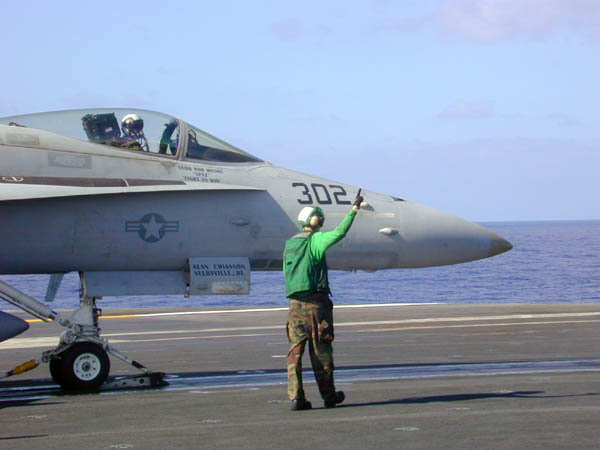
F/A-18 fäst vid katapulten på USS Abraham Lincolns flygdäck.

Efter att man tillverkat 371 F/A-18A ändrades tillverkningen till F/A-18C i september 1987. När A-6 Intruder pensionerades på 90-talet fylldes dess roll av F/A-18. Flygplanet visade sin bredd och tillförlitlighet under Operation Desert Storm, där det sköt ner fiendeflyg och fortsatte med att bomba fiendemål under ett och samma uppdrag. F/A 18 slog härmed alla rekord för ett taktiskt flygplan inom tillgänglighet, tillförlitlighet och underhållsmöjligheter. Flygplanets överlevnadsförmåga visades när Hornet tog emot direktträffar av luftvärnsrobotar, tog sig säkert hem, reparerades snabbt och flög igen nästa dag. Två F/A-18 förlorades i Gulfkriget, en sägs ha blivit nedskjuten av en irakisk MiG-25PD, den andra av okänd orsak. Två av den amerikanska flottans piloter,  löjtnant Robert Dwayer och kommendörlöjtnant M. Scott Speicher, dödades  under luftkampanjens första timmar. F/A-18 tillerkändes två nedskjutningar under denna konflikt, båda MiG-21:or. 
Under 90-talet planerade den amerikanska flottan att ta de åldrande F-14 Tomcat, A-6 Intruder och EA-6 Prowler-flygplanen ur bruk utan att, ens i utvecklingsstadiet, ha något bra alternativ. Lösningen blev att utveckla F/A-18E/F Super Hornet-flygplanet. Trots benämningen så är det inte en uppgradering av F/A-18 Hornet, men  ett nytt och större flygplan med samma designkoncept som Hornet. Fram tills F-35C tas i tjänst kommer Hornet och Super Hornet att tjänstgöra i kompletterande roller inom den amerikanska flottan.
Den 6 april 2012 störtade ett F-18 i ett bostadsområde i Virginia, USA. Båda piloterna lyckades ta sig ut ur flygplanet. Skadorna på marken blev dock omfattande.

## Designkaraktäristika

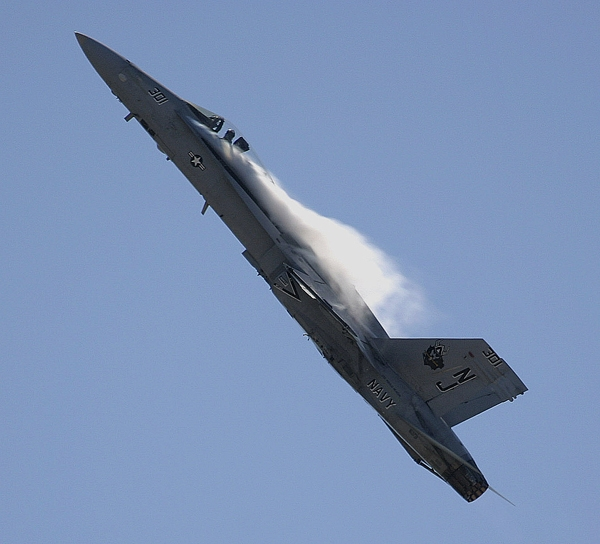
F/A-18 Hornet, aug-2005.

### A+/C/D
F/A-18A och F/A-18C är ensitsiga flygplan. F/A-18B och F/A-18D har två säten, där utrymmet för det andra sätet gjorts möjligt genom att man flyttat flygelektronik och minskat den interna bränslemängden med 6%; tvåsitsiga Hornets är i all övrig mening stridsklara. B-modellen används primärt för skolning, medan D-modellen är konstruerad som ett allvädersattackflygplan. När B-modellen har båda sina säten konfigurerade som pilotplatser är D-modellens baksäte konfigurerat för en vapen- och sensorofficer för att hjälpa till att använda vapensystemen. D-modellen används huvudsakligen av den amerikanska marinkåren i nattattack- och främre ledningspostrollerna.
F/A-18C och D-modellerna är resultatet av en blockuppgradering 1987 som innebar en uppgraderad radar, flygelektronik, kapacitet att bära nya robotar såsom AIM-120 AMRAAM, AGM-65 Maverick och AGM-84 Harpoon. Andra uppgraderingar inkluderade en ny Martin-Baker NACES-katapultstol och en skyddsstörsändare. En radar som skapar en konstgjord karta över området som man flyger över tillåter piloten att hitta mål vid dåliga siktförhållanden. C- och D-modellerna som utvecklats sedan 1989 har även en förbättrad nattanfallskapacitet som kommer at Hughes AN/AAR-50 värmenavigeringskapsel, Loral AN/AAS-38 Night Hawk FLIR (framåtriktad infrarödkapsel) målsökare, nattseendeglasögon och två färgdisplayer och en rörlig karta i färg. 
Från och med 1991 uppgraderades Hornets till att ha F404-GE-402 motorer vilket innebar ytterligare 20% kraft.
År 1992 ersattes den ursprungliga Hughes AN/APG-65-radarn med Hughes (numera Raytheon Company) AN/APG-73, en snabbare och mera kapabel radar. De av A-modellens Hornets som har AN/APG-73-radar kallas F/A-18A+. Sedan 1993 har Nite Hawk även en målfinnare/avståndslaser som tillåter den att måla sina mål.
De 48 st D-modellens Hornets som är utrustade för spaning kallas F/A-18D (RC). Här har man ersatt kanonen med en sensorkapsel.
Produktionen av F/A-18C avslutades år 1999.

#### F-18C/D i Finland
De finländska luftstridskrafterna anskaffade ursprungligen 57 F-18C samt 7 F-18D. I Finland används beteckningen "F-18" vilket betyder att man enbart utnyttjar flygplanen för jaktuppgifter (F, fighter) och inte den anfallskapacitet (A, attack) som flygplanet har.
Ett av Finlands flygplan har havererat i samband med en kollision med ett annat F-18-flygplan 2001. Det andra planet lyckades ta sig tillbaka och enligt viss information skall det repareras och byggas om till den tvåsitsiga F-18D-varianten.
Flygplanstypen valdes ut år 1992 i en tävling mot F-16 Fighting Falcon, MiG-29, Mirage 2000 och Saab 39 Gripen. De första tvåsitsiga flygplanen levererades år 1995. F-18C -flygplanen monterades ihop i Kuorivesi mellan 1996 och 2000.
Finlands F-18 Hornet är utrustade med lufttankningsanordningar och landningskrok. De kan landa var som helst på kort bana där det finns inbromsningswire installerad.
De finländska F-18 -flygplanen är oftast beväpnade med fyra radarsökande jaktrobotar av typen AIM-120 AMRAAM (Advanced Medium Range Air-to-Air Missile) under vingarna samt två infrarödsökande jaktrobotar av typen AIM-9 Sidewinder på vingspetsarna
Hornet är även bestyckat med en sexpipig 20mm M61 Vulcan -automatkanon för närstrid. Försvarsutskottet har planerat[när?] att flygplanen skall bestyckas med AGM-65 Maverick och hjälmsikten som ett led i flygplanens mid-life-uppgradering.[källa behövs]

##### Kollision HN-430+413, ombyggnation och krasch
Den 8 november 2001 kolliderade en F-18C med beteckning HN-413 med ett annat Hornet-plan under mörkerövning. Det andra planet, HN-430, fick mycket svåra skador och totalförstördes i en krasch efter att piloten skjutit ut sig med katapultstol. HN-413 var inte lika illa skadat, utan kunde till slut nödlandas, men skadorna ansågs så svåra att det beslöts att inte reparera planet. I det skedet lanserades idén att bygga om HN-413 till en tvåsitsig C/D-hybrid, då flygvapnet hade kronisk brist på D-modeller för typskolning. Nytillverkade D-modeller fanns inte heller att tillgå då produktionslinjen stängts, och en möjlig reparation beräknades i vilket fall som bli mycket billigare än att köpa ett nytt plan. Planet hade också över nittio procent av sina beräknade flygtimmar kvar, så det var ett ungt skrov. Allt detta bidrog till att studier om möjligheten att konvertera planet drog igång.
Det tog fyra år för projektet att komma igång på allvar. Ena vingen och nospartiet var för skadat för att kunna repareras, och ett nytt framparti med två säten behövdes. Vissa reservdelar som behövdes tillverkades inte heller längre, men efter kontakter med Boeing så togs beslutet att en tillfällig nystart av delar av produktionslinjen. Flygvapnet, Patria, amerikanska flottan och Boeing var alla involverade i samarbetet, och då frontpartiet till en CF-18B hittades i Kanada så togs beslutet att genomföra ombyggnaden.
År 2005 inleddes så själva arbetet, och efter en del förseningar så stod planet klart i september 2009. Resultatet blev att flygvapnet för något över 15 miljoner € fick ett unikt plan, och har nu åtta istället för som tidigare sju plan tillgängliga för typskolning. Nypriset på Hornetarna 1992 låg på runt 25 miljoner €. Patria, som är det enda företag i världen som konverterat en ensitsig Hornet till en tvåsitsig, har i intervjuer meddelat att liknande konverteringsarbeten för andra länders F-18 är en möjlighet, då ett flertal länder är i behov av fler tvåsitsiga modeller. Planet fick den nya beteckningen HN-468.
Den 21 januari 2010 kraschade planet under en övning i Birkaland, och totalförstördes. Bägge piloterna sköt ut sig med katapultstol, och rapporterades först ha klarat sig utan värre skador, men senare framkom det att bägge piloterna fått allvarliga krosskador på ben och armar. Piloterna fördes med ambulanshelikopter till sjukhus, varefter de opererades.

### E/F Super Hornet
De nyaste modellerna, det ensitsiga F/A-18E och den tvåsitsiga F/A-18F Super Hornet, har ärvt namnet och konstruktionskonceptet från det ursprungliga F/A-18-flygplanet, men är omkonstruerade till stora delar, bland annat är flygkroppen 25% större. Super Hornet har en förlängd flygkropp och större vingar och förlängningar på framkanten av vingarna; GE F414-motorerna är en mera kraftfull och nyutvecklad variant av F/A-18:s F404; flygelektroniken är uppgraderad, men i stort sett likartad i bredd. E/F-modellen påbörjades när McDonnell Douglas föreslog en förstorad Hornet för att ersätta den avbrutna A-12 -projektet (Den ambitiösa och mycket dyra A-12 -konstruktionen skulle ha varit ett smygflygplan som var tänkt att ersätta den amerikanska flottans A-6 och den amerikanska arméns attackflygplan.) Den amerikanska kongressen var dock inte villig att bekosta ett "nytt" flygplan, men den föreslagna F/A-18E kunde sägas vara en enkel uppgradering. Ett 3,8 miljarder US$ utvecklingsprogram skrevs på i december 1992. Det första flygplanet rullade ut från McDonnell Douglas fabrik den 17 september, 1995 och Super Hornets första hangarfartygskryssning skedde med VFA-115 som flög med F/A-18E i juli 2002. VFA-115 flög 214 stridsuppdrag i Operation Enduring Freedom och Operation Southern Watch.

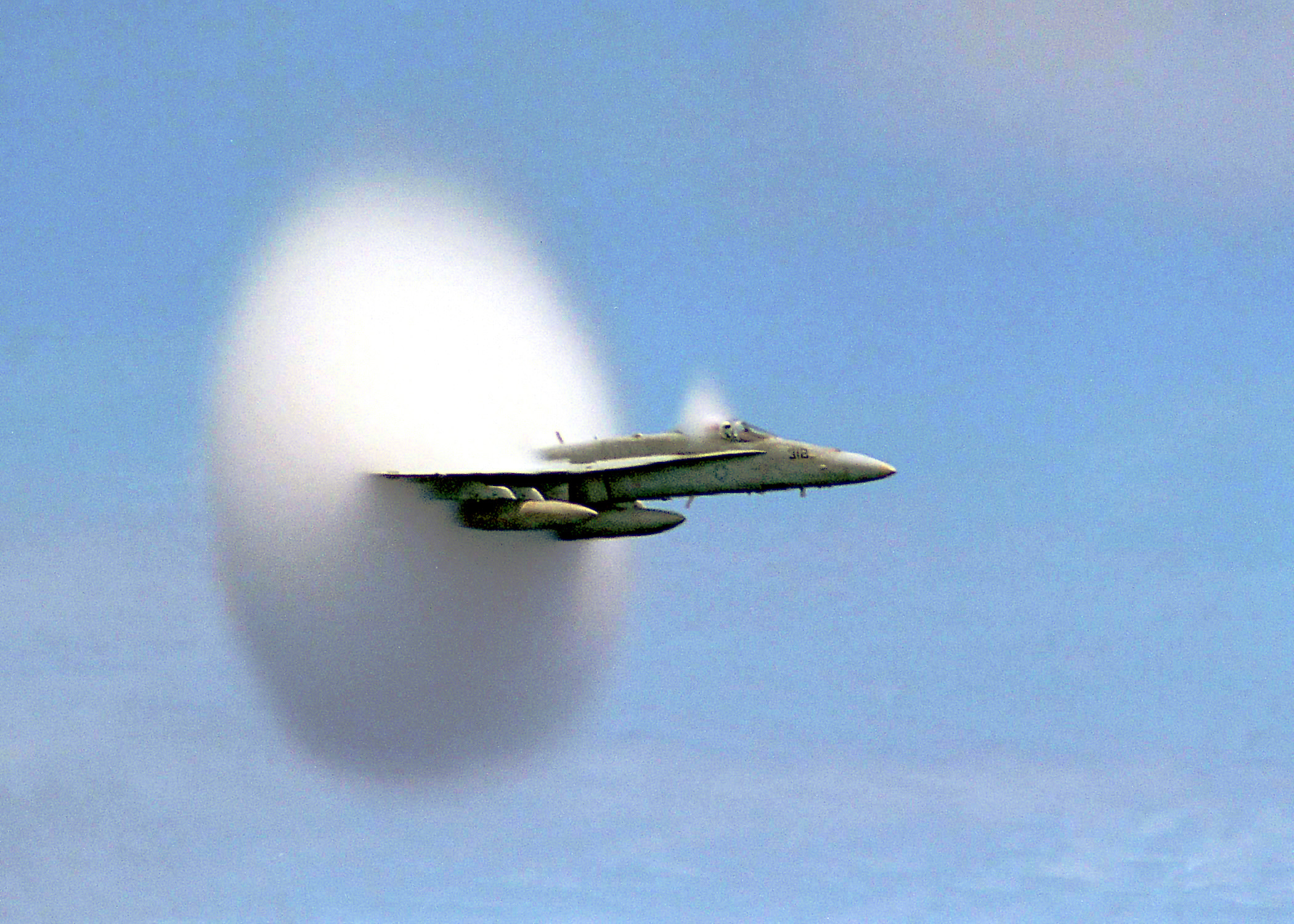
F/A-18 Hornet bryter genom ljudvallen.

### EA-18G Growler
Detta är en elektronisk krigföringsvariant av F/A-18F, som togs i bruk år 2009. US Navy har beställt 161 plan att ersätta EA-6B Prowlers. Samtliga flygplan kommer baseras vid NAS Whidbey Island med undantag för några få vid reservskvadronen VAQ-209 vid NAF Washington, MD. Fram till februari 2024 har 173 plan levererats, 161 till US Navy och 12 till RAAF.

### AF-18 Hornet
- F/A-18A+ : Ensitsig jakt/attackvariant för det australiensiska flygvapnet.
- F/A-18B+ : Tvåsitsigt skolflygplan för det australiensiska flygvapnet.

### CF-18 Hornet
- CF-18A : Ensitsig jakt/attackvariant för Kanadas väpnade styrkor. I Kanada kallas flygplanet för CF-188A Hornet.
- CF-18B : Tvåsitsigt skolflygplan för Kanadas väpnade styrkor. I Kanada kallas flygplanet för CF-188B Hornet.

### EF-18 Hornet
- EF-18A : Ensitsig jakt/attackvariant för det spanska flygvapnet. I Spanien kallas flygplanet för C.15.
- EF-18B : Tvåsitsigt skolflygplan för det spanska flygvapnet. I Spanien kallas flygplanet för CE.15.

### RF-18
- Denna benämning gavs en spaningsvariant av F/A-18A. De två första prototyperna flög i februari 1984, men varianten sattes aldrig i produktion.

### TF-18A
- Tvåsitsigt skolflygplan av jaktplanet F/A-18A, senare döptes modellen om till F/A-18B.

### F-18L
F-18L var en lättare, landbaserad variant av F/A-18 Hornet. Den designades för att vara ett ensitsigt luftherraväldesjaktplan och markanfallsflygplan. Det var tänkt att flygplanet skulle byggas av Northrop som exportvarianten av F/A-18 Hornet. Trots fördelarna som man vann genom att ta bort utrustning för marint bruk föredrog kunderna den "vanliga" Horneten och F-18L började aldrig produceras.

## Användare
Utöver den amerikanska flottans normala användning, används F/A-18 Hornet också av US Navys Flight Demonstration Squadron, Blue Angels. Utöver US Navy, US Marine Corps och NASA, används F/A-18 också av nedanstående försvarsmakter enligt FlightGlobal i början av 2025: